# كوينتن سكينر
كوينتن سكينر (بالإنجليزية: Quentin Skinner)‏ هو فيلسوف ومؤرخ بريطاني، ولد في 26 نوفمبر 1940 في أولدهام في المملكة المتحدة.

## وصلات خارجية
- كوينتن سكينر على موقع IMDb (الإنجليزية)
- كوينتن سكينر على موقع الموسوعة البريطانية (الإنجليزية)